# Малая Быйгань
Малая Быйгань (укр. Мала Бийгань, венг. Kisbégány) — село в Великобыйганьской сельской общине Береговского района Закарпатской области Украины.
Население по переписи 2001 года составляло 1300 человек. Почтовый индекс — 90232. Телефонный код — 03141. Занимает площадь 1,875 км². Код КОАТУУ — 2120482002.